# Olga Leonidowna Sucharnowa
Olga Leonidowna Sucharnowa (russisch Ольга Леонидовна Сухарнова; * 14. Februar 1955 in Perechodinskoje, Region Krasnodar) ist eine ehemalige sowjetische Basketballspielerin, die 1976 und 1980 Olympiasiegerin war. Außerdem war sie zweimal Weltmeisterin und neunmal Europameisterin.

## Sportliche Karriere
Olga Sucharnowa gewann mit der Nationalmannschaft der UdSSR von 1972 bis 1987 bei neun aufeinander folgenden Turnieren den Europameistertitel. 1972 war sie mit 35 Punkten in sieben Spielen noch nicht Stammspielerin. Auch 1974 gehörte sie mit 44 Punkten in acht Spielen noch nicht zu den erfolgreichsten Spielerinnen ihrer Mannschaft. Bei der Weltmeisterschaft 1975 erzielte Sucharnowna 93 Punkte in acht Spielen und war damit hinter Uļjana Semjonova zweitbeste Werferin der sowjetischen Mannschaft. Die sowjetische Mannschaft gewann den Titel in einer Finalrunde vor den Japanerinnen. Beim Gewinn des Europameistertitels 1976 war Sucharnowa mit 114 Punkten in acht Spielen erfolgreichste Werferin der sowjetischen Mannschaft. Zwei Monate nach den Europameisterschaften wurde in Montreal das erste olympische Basketballturnier für Frauen ausgetragen, bei dem sechs Mannschaften gegeneinander antraten, die sowjetischen Spielerinnen gewannen alle fünf Partien. Sucharnowa kam in vier Spielen auf 42 Punkte, im Spiel gegen die Mannschaft der Vereinigten Staaten wurde sie nicht eingesetzt.
1978 bei der Europameisterschaft in Polen gewann die sowjetische Mannschaft alle acht Spiele. Sucharnowa erzielte insgesamt 128 Punkte und war erfolgreichste Werferin ihrer Mannschaft. An der Weltmeisterschaft 1979 in Südkorea nahmen die Mannschaft aus der UdSSR sowie die anderen Mannschaften aus dem Ostblock nicht teil. Bei den Olympischen Spielen 1980 in Moskau war die Mannschaft aus der UdSSR in Abwesenheit der boykottienden Weltmeisterinnen aus den Vereinigten Staaten als Gastgebermannschaft klar favorisiert. Die Mannschaft gewann auch alle sechs Spiele, das Finale gegen Bulgarien endete 104:73. Sucharnowa war hinter Uļjana Semjonova zweitbeste Werferin ihrer Mannschaft mit 83 Punkten in sechs Spielen, davon acht Punkten im Finale. Die Europameisterschaft 1980 in Polen fand erst nach den Olympischen Spielen statt, die sowjetische Mannschaft gewann alle fünf Spiele, Sucharnowa war mit 86 Punkten die erfolgreichste Werferin ihrer Mannschaft.
1981 bei der Europameisterschaft in Italien gewann die Mannschaft aus der Sowjetunion alle sieben Spiele, das Finale gegen Polen endete mit 85:42. Sucharnowa erzielte 100 Punkte, davon 26 im Finale. Im Juli 1983 fand in Brasilien die Weltmeisterschaft 1983 statt. Die Mannschaft aus der UdSSR gewann alle zehn Spiele, das Finale gegen die Mannschaft der Vereinigten Staaten endete 84:82. Sucharnowa warf 104 Punkte, davon neun im Finale. Zwei Monate nach der Weltmeisterschaft fand in Ungarn die Europameisterschaft statt. Sucharnowa steuerte in sieben Spielen 60 Punkte zum Titelgewinn bei, wobei sie im Finale gegen die Bulgarinnen keine Punkte aber vier persönliche Fouls einbrachte. An den Olympischen Spielen 1984 nahm die Mannschaft aus der UdSSR wegen des Olympiaboykotts nicht teil. 1985 trug Sucharnowa 71 Punkte in sieben Spielen zum Titelgewinn bei der Europameisterschaft bei. Zwei Jahre später waren es bei ihrem letzten Titelgewinn 39 Punkte in sieben Spielen.
Die 1,92 m große Olga Sucharnowa spielte für Spartak Moskau, mit diesem Verein wurde sie 1978 sowjetischer Meister. Am Ende ihrer Karriere wechselte sie ins Ausland. Mit BAC Mirande war sie 1989 und 1990 französischer Meister, dann wechselte sie zu Challes-les-Eaux Basket und wurde mit diesem Verein von 1991 bis 1993 französischer Meister. Im Jahr 2000 wurde sie in die Women’s Basketball Hall of Fame aufgenommen.